# One Billion Americans
One Billion Americans: The Case for Thinking Bigger é um livro de Matthew Yglesias, publicado pela primeira vez em 2020. One Billion Americans argumenta que a América não está superlotada e que os EUA deveriam ter como objetivo aumentar a sua população para mil milhões de pessoas, a fim de contrabalançar a China e ser "a maior nação da Terra".
Para apoiar o crescimento, Yglesias defende uma variedade de programas, incluindo o aumento dos gastos governamentais em creches, o uso de comboios-S para transporte urbano e o aumento da imigração para os Estados Unidos, sob a rubrica geral de aumento da população americana. Sugere que um aumento substancial da população dos Estados Unidos é necessário para perpetuar a hegemonia americana. O livro dá atenção especial à política habitacional, criticando os requisitos de zoneamento que limitam a densidade urbana nas cidades americanas.

## Críticas
A Kirkus Reviews escreveu que "a tese é eminentemente discutível, mas o livro está repleto de ideias provocadoras que vale a pena considerar". A Publishers Weekly considerou os argumentos de Yglesias sobre os impactos ambientais "não totalmente convincentes", mas elogiou as suas propostas sobre imigração e cidades, chamando ao livro um apelo otimista à ação que vale a pena considerar.
Jacob Bacharach criticou One Billion Americans numa resenha para a The New Republic, argumentando que as políticas que ele recomenda estão apenas vagamente conectadas à proposta central de Yglesias de aumentar enormemente a população dos Estados Unidos. Felix Salmon, ao analisar One Billion Americans para o The New York Times, concordou que as propostas individuais de Yglesias eram, na sua maioria, boas, mas em grande parte irrelevantes para o objetivo de uma população americana muito maior, o que até ele admite "pode ser impossível e absurdo".
O bloguista Noah Smith chamou One Billion Americans de "um livro muito bom" e o seu argumento de que a população atual da América é escassa é especialmente poderoso, embora ele gostaria de um retrato mais vivido e ilustrativo de como seria uma América densamente povoada e por que, além da geopolítica, seria um lugar melhor para se viver. Barton Swaim, do The Wall Street Journal, fez poucos elogios ao pró-natalismo de Yglesias, ao mesmo tempo que condenou a sua hipocrisia percebida ao apoiar uma "ortodoxia liberal de esquerda" que desvaloriza a família e promove o acesso excessivo ao aborto e ao controlo de natalidade, questionando a sua sinceridade geral.
Nathan J. Robinson, na Current Affairs, denominou de "bizarro e perturbado... completamente insano" Yglesias tratar o maior poder americano em relação à República Popular da China como um objetivo legítimo, dizendo que isso equivalia a "uma crença de que os estadunidenses são superiores aos outros e merecem mais", e que Yglesias não estava disposto a sequer considerar que a América era má e deveria ter menos poder porque ele estava "infetado com a doença cerebral do nacionalismo". Por outro lado, Razib Khan, na National Review, elogiou a convicção "nacionalista liberal" de Yglesias de que uma América forte e poderosa é boa para o mundo inteiro, chamando-a de "firmemente na corrente principal tradicional" em vez dos tabus antipatrióticos das elites culturais de esquerda; ele sentiu que Yglesias poderia ter sido mais convincente em alguns pontos e pareceu encarar as implicações das suas propostas de forma bastante leviana.